# Джек Шефер
Джек Шефер (англ. Jac Schaeffer; 1978) — американська режисерка, продюсерка і сценаристка, відома за фільмом «Таймер» та сценаріями до фільмів і серіалів кіновсесвіту «Марвел».

## Життя і кар'єра
Виросла в містечку Агура-Гіллз поблизу Лос-Анджелеса, Каліфорнія. Шефер здобула бакалаврський ступінь у Принстонському університеті і магістерський у школі кіномистецтва США.
Джек Шефер написала «Відчайдушні шахрайки» (2019) — римейк фільму «Відчайдушні шахраї» (1988), де головні ролі виконали Енн Гетевей і Ребел Вілсон, (випущений в травні 2019 року). Шеффер також розробляє власний «Чорний список» сценарієм фільму «Душ» з Енн Гетевей.
Шефер спільно написала сценарій для фільму Marvel Studios «Капітан Марвел» з Женевою Робертсон-Дворет, Анною Боден і Раяном Флеком. Фільм вийшов 8 березня 2019 року.
Написала фільм для Marvel Studios «Чорна вдова» з Скарлетт Йоганссон у головній ролі, поки не була замінена Недом Бенсоном. Шефер писала для Marvel перший епізод для серіалу «ВандаВіжн», в січні 2019 року.

## Нагороди та номінації
- 2009 — «Таймер», переможиця — найкращий фільм фестивалю Fort Collins TriMedia Festival
- 2009 — «Таймер», номінантка — найкращий фільм фестивалю Sitges — Catalonian International Film Festival

## Фільмографія
| Роки | Назва                          | Оригінальна назва       | Кіно / ТВ    | Виробництво                                  | Сценарій    | Постановка |
| ---- | ------------------------------ | ----------------------- | ------------ | -------------------------------------------- | ----------- | ---------- |
| 2021 | Чорна вдова                    | Black Widow             | фільм        |                                              | сценаристка |            |
| 2021 | ВандаВіжен                     | WandaVision             | мінісеріал   | продюсерка, шоуранерка, виконавча продюсерка | сценаристка |            |
| 2019 | Шахрайки                       | The Hustle              | фільм        |                                              | сценаристка |            |
| 2017 | Крижане серце: Різдво з Олафом | Olaf's Frozen Adventure | к-метр.      |                                              | сценаристка |            |
| 2011 |                                | Mr. Stache              | к-метр.      |                                              | сценаристка | режисерка  |
| 2009 | Таймер                         | Timer                   | фільм        | продюсерка                                   | сценаристка | режисерка  |
| 2005 |                                | Foster Stories          | док. к-метр. | продюсерка                                   |             |            |